# Метт Елліотт
Метт Елліотт (англ. Matt Elliott, нар. 1 листопада 1968, Вандсворт) — шотландський футболіст, що грав на позиції захисника. По завершенні ігрової кар'єри — тренер.
Був одним з лідерів «Лестер Сіті» кінця 1990-х років, а також грав за національну збірну Шотландії, у складі якої був учасником чемпіонату світу 1998 року.

## Клубна кар'єра
Народився 1 листопада 1968 року в місті Вандсворт. Розпочав грати в аматорських клубах «Літергед» і «Епсом & Юелл». 
У дорослому футболі дебютував 1988 року виступами за «Чарльтон Атлетик», проте у клубі вищого дивізіону закріпитись не зумів через високу конкуренцію і наступного року перейшов у «Торкі Юнайтед». У новому клубі Метт швидко завоював місце в основі і до 1992 року провів за «Торкі» понад 100 матчів у четвертому і третьому за рівнем дивізіонах Англії, після чого вирішив прийняти запрошення «Сканторп Юнайтед». Провівши понад рік у цьому клубі з четвертого дивізіону, Елліотт 1994 року перейшов у «Оксфорд Юнайтед», виступаючи у другому і третьому англійських дивізіонах. 
На початку 1997 року Елліотт отримав другу спробу закріпитись у клубі Прем'єр-ліги, перейшовши у «Лестер Сіті». Сума трансферу становила 1,6 млн фунтів, що на той момент було рекордом для «Оксфорду». У складі «лис» Елліотт став одним з найкращих опорників Прем'єр ліги. У 1999 році він був обраний капітаном команди і допоміг їй завоювати Кубок ліги. У фіналі проти «Транмір Роверз» (2:1) Метт забив два голи. У липні 2000 року наставник «Лестера» Мартін О'Ніл перейшов тренувати шотландський «Селтік» і намагався переманити Метта до складу «кельтів». Він пропонував за футболіста 3,5 млн. фунтів, але Елліотт підписав з «лисицями» новий контракт. 28 вересня 2000 року матч Кубка УЄФА проти «Црвени Звезди» став останнім для Метта на міжнародній клубній арені. У 2004 році він на правах оренди виступав за «Іпсвіч Таун». У 2005 році Елліотт вирішив завершити кар'єру через травму коліна.

## Виступи за збірну
Елліот ніколи не виступав за англійську збірну. Бабуся Метта — шотландка, тому він отримав право виступати за збірну Шотландії.
12 листопада 1997 року дебютував в офіційних матчах у складі національної збірної Шотландії в матчі проти збірної Франції (1:2). Наступного року у складі збірної був учасником чемпіонату світу 1998 року у Франції. На турнірі він був запасним не зіграв жодної хвилини.
Протягом кар'єри у національній команді, яка тривала 5 років, провів у формі головної команди країни 18 матчів, забивши 1 гол, 2000 року у поєдинку проти збірної Сан-Марино.

## Кар'єра тренера
Розпочав тренерську кар'єру працюючи помічником тренера у низці нижчолігових англійських клубів, а 2011 року навіть недовгий час був виконувачем обов'язків тренера у клубі «Стаффорд Рейнджерс» після звільнення Тіма Флаверса.
У січні 2014 року Елліотт став тренером клубу тайландської Прем'єр-ліги «Армі Юнайтед», але вже в червні покинув клуб, щоб увійти до штабу «Лестер Сіті».
У вересні 2015 року Університет Де Монфорт оголосив, що Еліотт був призначений першим тренером команди для чоловічих і жіночих команд університету.

## Титули і досягнення
- Володар Кубка англійської ліги (1):

«Лестер Сіті»: 1999–00